# Кенсінгтон (Нью-Йорк)
Кенсінгтон (англ. Kensington) — селище (англ. village) в США, в окрузі Нассау штату Нью-Йорк. Населення — 1226 осіб (2020).

## Географія
Кенсінгтон розташований за координатами 40°47′35″ пн. ш. 73°43′20″ зх. д. / 40.79306° пн. ш. 73.72222° зх. д. (40.793077, -73.722242).  За даними Бюро перепису населення США в 2010 році селище мало площу 0,66 км², уся площа — суходіл.

## Демографія
Згідно з переписом 2010 року, у селищі мешкала 1161 особа в 411 домогосподарстві у складі 332 родин. Густота населення становила 1763 особи/км².  Було 448 помешкань (680/км²).
Расовий склад населення:
| - 87,2 % — білих - 8,7 % — азіатів - 0,7 % — чорних або афроамериканців - 0,1 % — корінних американців |

До двох чи більше рас належало 3,2 %. Частка іспаномовних становила 2,2 % від усіх жителів.
За віковим діапазоном населення розподілялося таким чином: 25,2 % — особи молодші 18 років, 50,3 % — особи у віці 18—64 років, 24,5 % — особи у віці 65 років та старші. Медіана віку мешканця становила 47,1 року. На 100 осіб жіночої статі у селищі припадало 91,3 чоловіків;  на 100 жінок у віці від 18 років та старших — 85,5 чоловіків також старших 18 років.
Середній дохід на одне домашнє господарство  становив 242 786 доларів США (медіана — 176 667), а середній дохід на одну сім'ю — 287 385 доларів (медіана — 217 500). Медіана доходів становила 167 750 доларів для чоловіків та 103 456 доларів для жінок. За межею бідності перебувало 3,2 % осіб, у тому числі 4,5 % дітей у віці до 18 років та 3,6 % осіб у віці 65 років та старших.
Цивільне працевлаштоване населення становило 470 осіб. Основні галузі зайнятості: науковці, спеціалісти, менеджери — 23,6 %, освіта, охорона здоров'я та соціальна допомога — 23,0 %, фінанси, страхування та нерухомість — 22,8 %.